# Duane da Rocha
Duane da Rocha Marcé (Brasilia, 7 de enero de 1988) es una azafata y deportista española de origen brasileño que compitió en natación.

## Trayectoria
Tras nacer en Brasil, se asentó en Mijas (Málaga, España) con apenas un año de edad.
Ganó una medalla en el Campeonato Mundial de Natación en Piscina Corta de 2012. Además, obtuvo tres medallas en el Campeonato Europeo de Natación entre los años 2010 y 2014, y tres medallas en el Campeonato Europeo de Natación en Piscina Corta en los años 2010 y 2011.
Anunció su retirada deportiva en 2019 a los 31 años. Actualmente estudia Psicología en la Universidad Católica San Antonio de Murcia. Trabaja como azafata en la aerolínea Iberia.

## Palmarés internacional
| Campeonato Mundial en Piscina Corta | Campeonato Mundial en Piscina Corta | Campeonato Mundial en Piscina Corta | Campeonato Mundial en Piscina Corta |
| Año                                 | Lugar                               | Medalla                             | Competición                         |
| ----------------------------------- | ----------------------------------- | ----------------------------------- | ----------------------------------- |
| 2012                                | Estambul (Turquía)                  | Medalla de bronce                   | 200 m espalda                       |
| Campeonato Europeo                  |                                     |                                     |                                     |
| Año                                 | Lugar                               | Medalla                             | Competición                         |
| 2010                                | Budapest (Hungría)                  | Medalla de bronce                   | 200 m espalda                       |
| 2012                                | Debrecen (Hungría)                  | Medalla de bronce                   | 200 m espalda                       |
| 2014                                | Berlín (Alemania)                   | Medalla de oro                      | 200 m espalda                       |
| Campeonato Europeo en Piscina Corta |                                     |                                     |                                     |
| Año                                 | Lugar                               | Medalla                             | Competición                         |
| 2010                                | Eindhoven (Países Bajos)            | Medalla de oro                      | 200 m espalda                       |
| 2010                                | Eindhoven (Países Bajos)            | Medalla de bronce                   | 100 m espalda                       |
| 2011                                | Szczecin (Polonia)                  | Medalla de plata                    | 200 m espalda                       |